# What's Opera, Doc?
What's Opera, Doc? es un cortometraje animado dirigido por Chuck Jones y perteneciente a la serie Merrie Melodies. La historia es protagonizada por Elmer Gruñón y Bugs Bunny quienes parodian las óperas de Richard Wagner, particularmente El anillo del nibelungo. Fue estrenado el 6 de julio de 1957. Mel Blanc y Arthur Q. Bryan hacen las voces, incluyendo el canto. El cortometraje también es conocido como Kill the Wabbit debido a la letra de Elmer con la melodía principal de la La cabalgata de las valquirias. 

## Trama
Se muestra la silueta de un poderoso vikingo dorado controlando una tormenta eléctrica, pero es solo Elmer Gruñón (como el semidiós Siegfried). Elmer canta su famosa frase (en un estilo clásico), antes de llegar al agujero de Bugs Bunny. Bugs observa como Elmer ataca con una lanza su agujero gritando "Kill the wabbit!" ("¡Mata al conejo!"). Bugs canta su frase distintiva como en una ópera antes de que comience la persecución (Elmer demuestra al conejo los poderes de su lanza y casco).
Luego, Elmer se detiene cuando ve a la hermosa Valquiria, Brunilda (Bugs disfrazado). "Siegfried" y "Brunilda" intercambian diálogos cantados en una romántica escena. La identidad de Bugs es descubierta cuando se cae su casco y peluca, rápidamente Elmer utiliza sus poderes para atacar al conejo.
Un rayo alcanza a Bugs y este yace muerto sobre una roca. Elmer ve al conejo y se siente mal por su muerte, lo toma y lleva supuestamente a Valhalla. Bugs sale de su personaje, levanta su cabeza y mira al público diciendo "Bueno, ¿qué esperaban de una ópera? ¿un final feliz?" y a continuación aparece el cartel de "Eso es todo, amigos" pre-escrito y sin trazar con el tramo final de la canción. Este es uno de los pocos cortometrajes donde Elmer vence a Bugs Bunny.

## Legado
Este cortometraje ha sido denominado como la obra maestra de Chuck Jones. De hecho, muchos críticos de cine, fanáticos de la animación y directores de cine (además de Jones) lo consideran como el mejor cortometraje animado de Warner Bros. desde 1930. Ha estado presente en numerosas listas sobre los mejores dibujos animados de la historia. Fue puesto por Jerry Beck en su libro The 50 Greatest Cartoons en la primera posición de la lista. What's Opera, Doc? necesitó siete semanas de trabajo, dos semanas más de lo que se disponía para cada cortometraje. Durante los 6 minutos de What’s Opera, Doc?, Jones hace una sátira de Fantasía de Disney, el estilo contemporáneo del ballet, el estilo de Wagner y la clásica fórmula de Bugs Bunny y Elmer Gruñón.
What's Opera, Doc? marcó el fin de una era en los dibujos animados de Warner Bros., por esto fue el último cortometraje de Bugs Bunny que captó la esencia de WB en la era dorada de la animación. Fanáticos han dicho que ningún otro cortometraje desde entonces ha podido hacer nuevamente eso.
El dibujo animado y letra de canciones fueron escritas por Michael Maltese, la música fue adaptada de varios trabajos de Richard Wagner, los fondos fueron hechos por Maurice Noble. Fue el primer corto animado "culturalmente significativo" para la Biblioteca del Congreso de Estados Unidos por lo que fue seleccionado para su preservación en el National Film Registry. Duck Amuck y One Froggy Evening fueron posteriormente añadidos al registro, haciendo que Chuck Jones fuera reconocido por tener tres cortos.

### Disponibilidad
What's Opera, Doc? es parte de la compilación The Bugs Bunny-Road Runner Movie, junto a Duck Amuck y otros cortometrajes de Chuck Jones. También es parte del DVD Looney Tunes Golden Collection: Volume 2 (en el disco cuatro), junto a dos comentarios y un documental llamado "Wagnerian Wabbit" donde se muestra el proceso del cortometraje.
El dibujo animado es homenajeado en el videojuego de Looney Tunes Bugs Bunny and Taz: Time Busters, donde Elmer es el jefe de la etapa vikinga.

## Música de Wagner
La música de What's Opera Doc? son adaptaciones de varios trabajos hechos por Wagner, como:
- la obertura de El holandés errante - escena inicial
- la obertura y coro de Tannhäuser - "Return my love"
- Cabalgata de las valquirias de La Valquiria - "Kill the wabbit"
- el llamado de Siegfried - "O mighty warrior of great fighting stock"
- la bacanal de Tannhäuser - escena de ballet entre Elmer y Bugs